# Łężny Wierch
Die Łężny Wierch ist ein Berg in der polnischen Hohen Tatra mit einer Höhe von 1246 m n.p.m.

## Lage und Umgebung
Unterhalb des Gipfels liegt das Tal Dolina Łężna.

## Etymologie
Der Name Łężny Wierch lässt sich als Weiter Gipfel übersetzen.

## Belege
- Zofia Radwańska-Paryska, Witold Henryk Paryski, Wielka encyklopedia tatrzańska, Poronin, Wyd. Górskie, 2004, ISBN 83-7104-009-1.
- Tatry Wysokie słowackie i polskie. Mapa turystyczna 1:25.000, Warszawa, 2005/06, Polkart, ISBN 83-87873-26-8.